# 한국과수종묘협회
한국과수종묘협회는 과수묘목의 안정적 보급 및 유통질서 확립에 기여함을 목적으로 1990년 5월 29일 설립된 대한민국 농림축산식품부 소관의 사단법인이다. 사무실은 경상북도 김천시 영남대로 1441 (부곡동)에 있다.

## 주요 사업
- 과수종묘 생산에 필요한 기술 및 정보교환
- 우량종묘 생산을 위한 재배법의 표준화 및 규격화 지도
- 무허가 종묘생산 근절을 위한 지도 계몽
- 종묘생산량의 적정화, 유통체계의 확립
- 과수종묘의 국제교류 및 상호협력
- 과수종묘의 품종생산 판매신고에 관한 지도 및 협조
- 정부가 위탁하는 사업수행